# Станищи
Станищи — село в Пителинском районе Рязанской области. Входит в Потапьевское сельское поселение

## География
Находится в северо-восточной части Рязанской области на расстоянии приблизительно 15 км на северо-запад по прямой от районного центра поселка Пителино на левом берегу речки Пёт.

## История
В 1862 году здесь (тогда деревня Елатомского уезда Тамбовской губернии) было учтено 30 дворов.

## Население
Численность населения: 312 человек (1862 год), 648 (1914), 321 в 2002 году (русские 99 %), 188 в 2010.